# Nicolás Delgado
Nicolás Delgado, OFM (falecido a 25 de novembro de 1698) foi um prelado católico romano que serviu como bispo da Nicarágua (1687–1698).

## Biografia
Nascido na Espanha, Nicolás Delgado foi ordenado sacerdote na Ordem dos Frades Menores. No dia 12 de maio de 1687, foi nomeado Bispo da Nicarágua durante o papado do Papa Inocêncio XI e empossado a 22 de dezembro de 1688. Serviu como Bispo da Nicarágua até à sua morte a 25 de novembro de 1698.